# Franz Thurow
Franz Thurow (* 15. Juni 1867 in Arnswalde; † 1. Juni 1958 in West-Berlin) war ein deutscher Politiker (SPD).

## Leben und Wirken
Nach dem Besuch der Volksschule in Arnswalde absolvierte Thurow von 1881 bis 1885 eine Ausbildung zum Graveur. In diesem Beruf arbeitete er bis 1904. 1898 heiratete er. In den 1880er Jahren trat Thurow in die Sozialdemokratische Partei Deutschlands (SPD) ein. Außerdem wurde er Mitglied der Gewerkschaftsbewegung. Öffentliche Aufmerksamkeit wurde ihm als Mitbegründer der Freien Vereinigung der Graveure und Ziseleure in Berlin sowie 1896 als Mitbegründer des Graveure- und Ziseleureverbands zuteil, dessen zentraler Kontrollkommission er in den Jahren 1897 bis 1900 angehörte.
1904 wurde Thurow hauptberuflicher Gewerkschaftsfunktionär, als er den Posten des zweiten Vorsitzenden der Organisation übernahm. Nebenbei war er als Redakteur am Verbandsblatt der Graveure und Ziseleure beteiligt. Als der Verband 1907 mit dem Deutschen Metallarbeiter-Verband (DMV) verschmolz, erhielt Thurow das Amt eines Gewerkschaftssekretärs in Berlin, das er bis 1919 in Zehdenick an der Havel ausübte.
1905 erhielt Thurow erstmals ein politisches Amt, als er in die Stadtverordnetenversammlung von Neukölln gewählt wurde, der er bis zum Untergang des Kaiserreiches angehörte. Daneben amtierte er von 1912 bis 1918 als Vorsitzender des SPD-Wahlvereins für den Wahlkreis Teltow-Storkow.
Im Februar 1919 wurde Thurow im Nachrückverfahren Mitglied der Weimarer Nationalversammlung, in der er anstelle des zum Reichspräsidenten gewählten Abgeordneten Friedrich Ebert die Vertretung des Wahlkreises 5 (Potsdamt 10) übernahm. Thurow gehörte der Nationalversammlung anschließend bis zum Zusammentritt des ersten Reichstages der Weimarer Republik im Juni 1920 an.
In den Jahren 1919 bis 1933 bekleidete Thurow das Amt des Bürgermeisters von Zehdenick an der Havel. Daneben war er Mitglied des Kreistages und des Kreisausschusses sowie des brandenburgischen Provinziallandtages und des Provinzialausschusses. Ferner amtierte er als stellvertretender Landrat des Kreises Templin.
Kurz nach dem Machtantritt der Nationalsozialisten im Frühjahr 1933 wurde Thurow von seiner Fraktion im Provinziallandtag noch für den Posten des stellvertretenden Vorsitzenden nominiert. Die Wahl scheiterte jedoch, als die NSDAP-Abgeordneten, die die Mehrheitsfraktion im Provinziallandtag stellten – entgegen alten parlamentarischen Gepflogenheiten – nicht bereit waren, sich damit zu begnügen, den Vorsitzenden zu stellen, sondern auch das Recht für sich reklamierten seinen Stellvertreter zu stellen, ein Privileg, das zuvor stets der zweitstärksten Fraktion überlassen wurde.